# مونيا هانوفر الجديدة
مونيا هانوفر الجديدة (الاسم العلمي: Lonchura nigerrima) (بالإنجليزية: New Hanover Munia)‏ هو نوع من الطيور تتبع جنس المونيا من فصيلة شمعية المنقار. يتواجد هذا النوع في بابوا غينيا الجديدة في المناطق شبه الاستوائية / المدارية (الأراضي المنخفضة) الجافة والأراضي العشبية الموائل. يتم تقييم حالة هذا النوع كغير مهدد. ويرى بعض اعلماء الطيور أنه يمكن أن سلالة لنوع الطيور المسمى المونيا المرقش. سمي هذا النوع نسبة إلى جزيرة هانوفر الجديدة التابعة لأرخبيل بسمارك.